# Angliai Erzsébet (opera)
Az Angliai Erzsébet (olaszul Elisabetta, regina d'Inghilterra) Gioachino Rossini kétfelvonásos operája. Szövegkönyvét Giovanni Schmidt írta Carlo Federici The Page of Leicester (Il paggio di Leicester) című színműve alapján. Ősbemutatójára 1815. október 4-én került sor a nápolyi San Carlo operaházban.

## Szereplők
| Szereplő                            | Hangfekvés |
| ----------------------------------- | ---------- |
| I. Erzsébet királynő                | szoprán    |
| Leicester, hadvezér                 | tenor      |
| Mathild, Leicester titkolt felesége | szoprán    |
| Enrico, Mathild bátyja              | alt        |
| Norfolk herceg                      | tenor      |
| Vilmos, a királyi őrség parancsnoka | tenor      |

## Cselekmény
Helyszín: Anglia
Idő: 16. század második fele

### Első felvonás
Erzsébet angol királynő boldogan várja vissza a skótokkal vívott csatából szerelmét, Leicestert. Norfolk, Leicester nagy ellensége azonban közli vele, hogy a hadvezér titokban megnősült, sőt feleségét Mathildot, apródnak öltöztetve titokban az udvarba hozta. A féltékeny királynő felajánlja a hazatérő Leicesternek a saját kezét és ezzel együtt a trónt, de a hadvezér visszautasítja.

### Második felvonás
Erzsébet találkozik Mathilddal és férjével együtt börtönbe záratja és követeli, hogy mondjanak le házasságukról, ezt azonban mindketten megtagadják. A hadvezért mindezekért halálra ítéli a királynő. Norfolk, aki időközben rájön, hogy a nép Leicestert támogatja, a királynő ellen fordul. Erzsébet utoljára felkeresi a börtönt, hogy beszéljen szerelmével, ám ekkor Norfolk orvul karddal ráront. Mathild és Leicester közbelépnek és megmentik a királynőt, aki hálából megkegyelmez nekik és az áruló Norfolkot pedig a vérpadra küldi.

## Híres áriák
- Sposa amata - Leicester áriája (második felvonás)